# Barry Dagger
Barry Dagger, né le 19 mars 1937 à Grantham, est un tireur sportif britannique.

## Carrière
Barry Dagger participe aux Jeux olympiques de 1984 à Los Angeles et remporte la médaille de bronze dans l'épreuve de la carabine à air 10 mètres.